# Маронене
Мароне́не (также мороне́не, кабаэ́на), один из народов Индонезии (остров Кабаэна, юго-восток острова Сулавеси) общей численностью 41 тыс. человек. Язык маронене относится к западно-австронезийской группе австронезийской семьи. 
Социальная организация и материальная культура маронене сохранили традиционное деление на знать и свободных общинников; брак неолокальный, жених «отрабатывает» за невесту от 1 до 3 лет.

## Род занятий
В основном занимаются ручным подсечно-огневым земледелием (суходольный рис, саговые пальмы), охотой и собирательством в джунглях. Плетут корзины и циновки, часть которых идёт на продажу.
Поселения не имеют чёткой планировки; жилища имеют прямоугольную форму, на сваях, строятся из бамбука и листьев пальмы нипа, имеют двускатную крышу.
Традиционная мужская одежда — набедренная повязка и саронг, женская — короткая юбка из растительного волокна или пальмовых листьев и каин (полотнище до 2,5 м, обертываемое вокруг пояса, достигающее колен или щиколоток).

## Религия
Маронене исповедуют ислам (в частности, суннизм), однако 3 % состава населения — христиане. Традиционно поклоняются предкам и духам природы. В прошлом практиковали вторичные захоронения и охоту за головами.